# Francesco Merlino
Francesco Saverio Merlino (Napoli, 15 settembre 1856 – Roma, 30 giugno 1930) è stato un avvocato, anarchico e politico italiano, teorico socialista.
Durante gli studi presso l'Università degli Studi di Napoli Federico II, che l'avrebbero portato a conseguire la laurea in Giurisprudenza, aderì alla Associazione Internazionale dei Lavoratori su posizioni anarchiche. Aderì poi ad altre organizzazioni anarchiche, delle quali fu militante per più di vent'anni. Nel 1884 fu costretto ad un esilio in Inghilterra intervallato da alcuni viaggi negli USA. Nel 1894 tornò in Italia, dove scontò due anni di carcere.
Sul finire del XIX secolo, dopo una lunga polemica con l'amico Errico Malatesta riguardante in particolare dispute relative al rapporto tra l'anarchismo e la democrazia, abbandonò le idee anarchiche per diventare un teorico del socialismo libertario.

## Biografia
Nacque a Napoli da una famiglia della media borghesia locale, figlio di Antonio Merlino e di Giovanna Colarossi; fortemente impregnato di cultura giuridica, l'ambiente famigliare eserciterà certamente un peso non secondario nella formazione del giovane Francesco Saverio.
Il padre, già giudice della Gran Corte Criminale sotto i Borboni, ha mantenuto l'alto incarico pure dopo l'Unità, divenendo consigliere di Corte d'Appello. I fratelli Giuseppe e Pasquale diverranno uno giudice e l'altro avvocato. A sua volta Francesco Saverio si laurea giovanissimo in giurisprudenza presso la Facoltà di legge dell'Università di Napoli. Qui subisce l'influenza di alcuni docenti di orientamento democratico e liberale. Nel 1877 collabora ad un giornale democratico napoletano dove per la prima volta delinea le sue idee socialiste e anarchiche. Nello stesso periodo prende pubblicamente posizione in difesa degli insorti della Banda del Matese e l'anno seguente assume anche la difesa di alcuni imputati, tra cui Malatesta, che era già stato suo compagno nel liceo degli Scolopi.
Comincia così la sua militanza anarchica. Merlino si inserisce con forza nella lotta politica divenendo in breve tempo Francesco Saverio Merlino un protagonista di primo ordine. Il 10 novembre 1878, in occasione di un meeting di operai promosso dagli internazionalisti napoletani, viene arrestato insieme ad altri militanti partenopei rimanendo in carcere fino al 5 aprile dell'anno successivo. Tra il 1879 e il 1881, con altri compagni, tra cui Luigi Felicò, Giuseppe Sarno, Niccolò Converti e Giovanni Domanico, dà vita ad una serie di iniziative quali la pubblicazione di alcuni periodici come il Movimento Sociale. Contemporaneamente tenta di alimentare una cospirazione di tipo insurrezionalistico, mantenendo contatti con vari anarchici della Sicilia e della Puglia. La sua attività si esplica anche come difensore di militanti in alcuni importanti processi: nel 1879 difende alla Corte di Assise di Castrovillari Giovanni Domanico e Giuseppe Fasoli. Nello stesso anno difende pure a Firenze Francesco Natta nel processo contro lo stesso Natta, Matteucci, la Kuliscioff, i coniugi Pezzi e altri nove accusati.
Merlino collabora al giornale La Plebe di Milano e pubblica una serie di opuscoli, tra cui uno su Carlo Pisacane; dà alle stampe anche un saggio su Vincenzio Russo. Nel 1881 Merlino partecipa, insieme a Malatesta, al congresso internazionale anarchico di Londra. Una svolta importante nella vita di Merlino avviene nel 1883 quando nell'aprile gli viene notificata l'accusa di cospirazione contro la sicurezza dello Stato in concorso con altri internazionalisti. È rinchiuso nelle carceri romane dove rimane fino al novembre dello stesso anno. Il processo si svolge a Roma tra la fine di gennaio e i primi di febbraio del 1884. Condannato a quattro anni di carcere, ricorre in appello e ottiene la libertà provvisoria. In questo periodo collabora alla «Questione Sociale» diretta da Malatesta. Nel frattempo la Cassazione conferma la sentenza della Corte di Appello a tre anni di carcere e Merlino, prima che la sentenza diventi esecutiva, fugge in Inghilterra.
Tra il 1885 e il 1887 pubblica una serie di opuscoli Dell'anarchia o d'onde veniamo e dove andiamo, La fine del parlamentarismo, La nuova religione. Nel 1887 dà alle stampe a Napoli e a Londra la sua prima opera importante Socialismo o monopolismo?. Nel 1889 Merlino partecipa ai due congressi operai internazionali che si tengono a Parigi. Al congresso marxista non è data la possibilità a Merlino di presentare il suo ordine del giorno perché viene espulso dopo una vivace discussione tra lui e gli organizzatori del convegno. Nel 1890 dà alle stampe a Parigi un pamphlet di “controstoria” molto suggestivo ed efficace: L'Italie telle qu'elle est. L'opera, come in generale tutti gli scritti editi in francese da Merlino, non ha grande circolazione in Italia: sarà infatti tradotta e pubblicata la prima volta molti decenni più tardi.
Nei primi mesi del 1890 Merlino è a Parigi e la sua attività rivoluzionaria è diretta soprattutto a preparare la giornata del Primo maggio. L'azione di Merlino trova però una battuta d'arresto perché il 26 aprile viene arrestato a Versailles mentre sta distribuendo volantini molto violenti (nei testi, da lui redatti, si incitano i soldati a sparare contro i propri ufficiali: “sparate a chi vi comanda di sparare sul popolo”). Processato in contumacia – il dibattimento si svolge alla Corte d'Assise della Senna – viene condannato a due anni di prigione e a tremila franchi di multa. Gli è notificato inoltre, ufficialmente, l'atto di espulsione dalla Francia. Merlino ripara a Malta insieme a Paolo Schicchi. A ottobre sbarca clandestinamente in Sicilia per prendere contatti con gli anarchici della regione al fine di preparare una giornata insurrezionale: non è escluso, infatti, che egli sia riuscito a far arrivare da Malta un carico di armi.
Nel febbraio-marzo del 1891 si reca in varie parti della Germania con lo scopo di mettere in contatto gli anarchici tedeschi con quelli francesi e italiani in vista di una manifestazione internazionale e insurrezionale per il Primo maggio. Nell'aprile del 1892 Merlino si reca negli Stati Uniti, rimanendovi sei mesi. Appena giunto a New York dà vita con Luigi Raffuzzi e Vito Solieri al periodico quindicinale “Il Grido degli Oppressi”, giornale rivolto a denunciare le condizioni di vita in cui venivano a trovarsi gli immigrati italiani. Moltissimi sono gli articoli di propaganda scritti per il periodico, alcuni in seguito raccolti e ristampati a New York nell'opuscolo Perché siamo anarchici?. Ritornato in Europa, Merlino porta a piena maturazione la critica delle tendenze individualiste e antiorganizzazioniste presenti nell'anarchismo, passando nel contempo dalla teorizzazione anarco-comunista a quella anarco-socialista, con un importante saggio che ha per titolo L'individualisme dans l'anarchisme.

### Dall'anarchismo al socialismo libertario
La militanza anarchica di Merlino si conclude il 30 gennaio 1894, quando viene arrestato a Napoli dopo essere entrato clandestinamente in Italia con il progetto di raggiungere la Sicilia dove, da mesi, divampa un ampio e incontrollato moto sociale. Lo scopo, concordato con Malatesta, Cipriani, Malato e altri anarchici italiani, è di trasformare questa agitazione in una vera insurrezione armata, dato che a loro giudizio i Fasci siciliani rappresentano un'occasione rivoluzionaria che non deve essere disattesa. Merlino finisce in carcere perché grava su di lui ancora la vecchia condanna a quattro anni inflittagli nel 1884. Grazie ad un'amnistia, esce però dalla prigione l'8 febbraio del 1896 e inizia a collaborare alla Rivista di politica e scienze sociali di Napoleone Colajanni. Merlino è ancora lontano dall'abbandono dell'anarchismo, svolta che avviene nel 1897 a seguito della drammatica polemica con Malatesta: si tratta, senza dubbio, del momento decisivo della sua vita di militante rivoluzionario perché inizia da questo momento un processo di revisione che lo porterà in breve tempo su posizioni socialiste-libertarie.
Nel 1897 Merlino dà alle stampe la sua opera principale, il libro che sintetizza il suo intero percorso intellettuale e politico: Pro e contro il socialismo. Salvo pochissime eccezioni, il libro di Merlino non ha pressoché risposta nel mondo politico e culturale socialista. La risposta più importante giunge comunque da Sorel. L'anno seguente (1898) pubblica L'utopia collettivista e la crisi del “socialismo scientifico” e difende Malatesta nel processo di Ancona. Nello stesso anno pubblica in Francia una terza opera Formes et essence du socialisme, che è in gran parte la rifusione di Pro e contro il socialismo e de L'utopia collettivista e la crisi del “socialismo scientifico”. Ad essa Sorel, che ne ha auspicato la pubblicazione, conferisce una grande importanza, premettendovi un'ampia prefazione nella quale annuncia pubblicamente il suo passaggio nel campo del revisionismo, così che l'influenza dell'italiano sul francese diviene a questo punto definitiva, come questi riconoscerà qualche anno più tardi. Nel corso del 1899 Merlino dà vita ad un'importante iniziativa culturale: la pubblicazione della Rivista critica del socialismo.
Lo scopo è di gettare un ponte con la parte intellettualmente più viva e militante del movimento operaio, nel momento in cui, forte ed improvvisa, scoppia a livello europeo la “crisi del marxismo”, vale a dire quel movimento revisionista che ha in Bernstein la sua figura più emblematica e famosa. La rivista merliniana, che si avvale della collaborazione di Sorel, Leone, Bernstein, Graziadei e molti altri, svolge una funzione informativa di eccezionale interesse perché innesca un dibattito di carattere economico e politico fino allora impensabile per il movimento socialista italiano. Lo scontro con gli ortodossi del socialismo è rappresentato dalla polemica con Antonio Labriola, letteralmente ossessionato dall'azione culturale dello stesso Merlino, tanto da scambiare il movimento revisionistico per un complotto internazionale alimentato da spie e poliziotti. Il suo atteggiamento oscilla infatti tra una sottovalutazione teorica e un'enfatizzazione morale e politica. In tutti i casi l'azione censoria e diffamatoria del filosofo marxista contribuisce alla fine ad isolare Merlino dal partito socialista, impedendo così quella crescita critica di cui aveva tanto bisogno il socialismo italiano. Con la chiusura della Rivista critica' l'influenza storica e ideologica di Merlino perde peso ed egli si ritrova ancora più isolato di prima.

### Allontanamento dalla vita politica
Alla fine del 1899 Merlino aderisce al partito Socialista Italiano. Non ricoprì ruoli rilevanti, ma difese, in particolare sull'"Avanti!", posizioni gradualiste e allo stesso tempo antiministerialistiche e antituratiane. Nel 1900, dopo il rifiuto di Filippo Turati, assunse l'incarico di avvocato difensore di Gaetano Bresci, nel processo per regicidio, presso la Corte di Assise di Milano. Su questo difficile impegno, assolto con coraggio, scrisse un libro: La difesa di Gaetano Bresci alla Corte d'assise di Milano, pubblicato a Bologna, presso la casa editrice "La Controcorrente", nel 1912. Nel corso del 1901 partecipa a Napoli, in qualità di candidato socialista, a due campagne elettorali: alle elezioni amministrative del novembre del 1901, nelle quali è eletto e quelle politiche di qualche mese successivo, dove invece viene sconfitto.
Il momento più significativo della militanza di Merlino nel partito socialista è rappresentato dallo scontro con Filippo Turati. Merlino contesta Turati con l'opuscolo Collettivismo, lotta di classe… e Ministero (Controreplica a F. Turati), Firenze 1901. Merlino partecipa l'anno seguente al VII congresso socialista nazionale che si svolge a Imola, nel quale ha inizio la lotta fra gradualisti e rivoluzionari. Dopo il congresso di Imola, il suo impegno teorico e pratico subisce una battuta d'arresto che durerà vent'anni. Da questo momento, progressivamente ma irreversibilmente, egli si stacca dall'attività politica militante fino a ritirarsi, dopo il 1904, a vita privata. Nel giugno 1907, in occasione del congresso nazionale degli anarchici, Merlino concede un'intervista alla “Stampa” di Torino per far conoscere il suo pensiero in merito a tali iniziative.
Il testo appare con il titolo La fine dell'anarchismo?. Nel primo dopoguerra Merlino si riavvicina al movimento anarchico con articoli militanti sulla stampa libertaria. Nel 1924 pubblica con le edizioni anarchiche di «Pensiero e Volontà» un opuscolo dal titolo assai significativo: Fascismo e democrazia, con una prefazione molto critica di Malatesta. La riflessione sul fascismo si allarga l'anno seguente in un successivo volumetto ai rapporti tra potere politico e magistratura: Politica e magistratura dal 1860 ad oggi in Italia pubblicata a Torino da Piero Gobetti. In questi anni egli scrive molti altri lavori (articoli e saggi), che confluiranno in gran parte in un'opera postuma nel 1948 dal titolo Il problema economico e politico del socialismo a cura di Aldo Venturini. Dopo le “leggi fascistissime” si ritira definitivamente a vita privata. Muore a Roma il 30 giugno 1930.

## Opere
- Carlo Pisacane, Milano, 1879;
- Vincenzo Russo, Milano, 1879;
- Il popolo aspetta!, Milano, 1880;
- Prefazione a S. Englander, L'abolizione dello Stato, Milano, 1879;
- Dell'anarchia o d'onde veniamo e dove andiamo, Firenze, 1887;
- La fine del parlamentarismo, Napoli, 1887;
- Socialismo o monopolismo?, Napoli-Londra, 1887;
- Manualetto di scienza economica ad uso degli operai, Firenze, 1888;
- L'Italie telle qu'elle est, Paris, 1890;
- Nécessité et bases d'un entente, Bruxelles, 1892;
- Perché siamo anarchici?, New York, 1892;
- La conferenza proibita. Democrazia-socialismo-anarchia, Roma, 1897;
- Pro e contro il socialismo. Esposizione critica dei principi e dei sistemi socialisti, Milano, 1897;
- L'utopia collettivista e la crisi del “socialismo scientifico”, 1898;
- Formes et essence du socialisme, par Saverio Merlino; avec une préface de G. Sorel, Paris, V. Giard & E. Brière, 1898;
- AA. VV. Rivista critica del socialismo, diretta da Francesco Saverio Merlino, Roma, 1899
- Collettivismo, lotta di classe… e Ministero (Controreplica a F. Turati), Firenze, 1901;
- La difesa di Gaetano Bresci alla Corte d'Assise di Milano, Paterson, 1917;
- Fascismo e democrazia, Roma, 1924;
- Politica e magistratura dal 1860 ad oggi in Italia, Torino, 1925;
- Il lato fossile del socialismo contemporaneo. Lineamenti di un socialismo integrale, a cura di A. Venturini, Bologna, 1945;
- Il problema economico e politico del socialismo, a cura di A. Venturini, Milano, 1948;
- Concezione critica del socialismo libertario, a cura di A. Venturini e P.C. Masini, Firenze, 1957;
- E. Malatesta, F.S. Merlino, Anarchismo e democrazia. Soluzione anarchica e soluzione democratica del problema della libertà in una società socialista, Catania, 1974;
- Il socialismo senza Marx. Studi e polemiche per una revisione della dottrina socialista (1897-1939), a cura di A. Venturini, introduzione di V. Frosini, Bologna, 1974.
- Fascismo e democrazia, a cura di N. Tranfaglia, Milano, 1974.
- Pro e contro il socialismo a cura di Massimo la Torre, Ed. Rubbettino, 2008.
- Politica e magistratura in Italia, Prefazione di Giampietro D. Berti, BFS Edizioni, 2011.
- L'Italia qual è, presentazione di Massimo La Torre, Ed. Una città, Forlì 2012.